# 奧利韋拉迪弗拉迪什
40°43′N 8°11′W / 40.717°N 8.183°W
奧利韋拉迪弗拉迪什（葡萄牙語：Oliveira de Frades），是葡萄牙的城鎮，位於該國中北部，由維塞烏區負責管轄，始建於1836年，面積147.45平方公里，2011年人口10,261，人口密度每平方公里69.59人。